# Europacup I hockey mannen 1988
De 15de Europacup I hockey voor mannen werd gehouden van 20 tot en met 23 mei 1988 in Bloemendaal. Het deelnemersveld bestond uit 8 teams. Uhlenhorst Mülheim won deze editie door in de finale de strafballen beter te nemen dan HC Bloemendaal.

## Uitslag poules

### Eindstand Groep A
| Team               | Pnt | GS | W | G | V | DV | DT | DS  |
| ------------------ | --- | -- | - | - | - | -- | -- | --- |
| 1. HC Bloemendaal  | 6   | 3  | 3 | 0 | 0 | 12 | 2  | +10 |
| 2. Dinamo Alma Ata | 4   | 3  | 2 | 0 | 1 | 10 | 5  | +5  |
| 3. Edinburgh HC    | 2   | 3  | 1 | 0 | 2 | 4  | 14 | -10 |
| 4. Cookstown HC    | 0   | 3  | 0 | 0 | 3 | 1  | 6  | -5  |

#### Uitslagen
- A Bloemendaal - Edinburgh 7-0 (5-0)
- A Edinburgh - Dinamo 2-6
- A Bloemendaal - Dinamo 3-2 (2-1)
- A Cookstown - Edinburgh 1-2
- A Bloemendaal - Cookstown 2-0 (1-0)
- A Cookstown - Dinamo 0-2

### Eindstand Groep B
| Team                  | Pnt | GS | W | G | V | DV | DT | DS  |
| --------------------- | --- | -- | - | - | - | -- | -- | --- |
| 1. Uhlenhorst Mülheim | 6   | 3  | 3 | 0 | 0 | 10 | 3  | +7  |
| 2. Atlètic Terrassa   | 4   | 3  | 2 | 0 | 1 | 7  | 3  | +4  |
| 3. Southgate HC       | 2   | 3  | 1 | 0 | 2 | 5  | 6  | -1  |
| 4. Royal Uccle Sport  | 0   | 3  | 0 | 0 | 3 | 1  | 11 | -10 |

#### Uitslagen
- B Uhlenhorst - Uccle 3-0
- B Atletic - Southgate 1-0
- B Uhlenhorst - Southgate 4-2
- B Atletic - Uccle 5-0
- B Southgate - Uccle 3-1
- B Atletic - Uhlenhorst 1-3

## Finales
- 4A - 4B Cookstown - Uccle 3-2 (2-0)
- 3A - 3B Southgate - Edinburgh 3-1 (2-1)
- 2A - 2B Terrassa - Dinamo 4-1 (2-1)
- 1A - 1B Bloemendaal - Uhlenhorst 3-3 (3-2) (3-4 wns)

## Eindstand
1. Uhlenhorst Mülheim
2. HC Bloemendaal
3. Atlètic Terrassa
4. Dinamo Alma Ata
5. Southgate HC
6. Edinburgh HC
7. Cookstown HC
8. Royal Uccle Sport THC